# Thời kỳ tự chủ Việt Nam

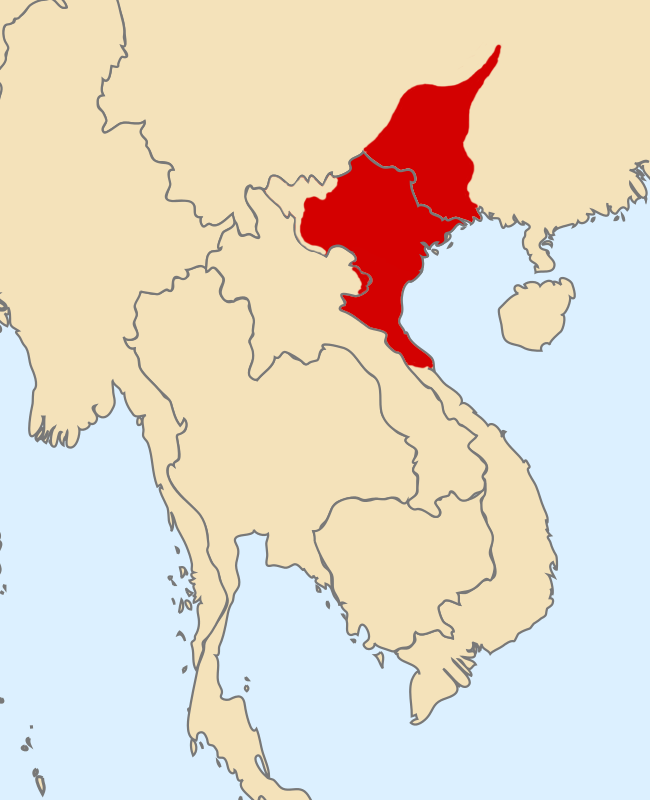
Lãnh thổ thời tự chủ Việt Nam.

Tự chủ là thời kỳ đầu khôi phục lại nền độc lập của Việt Nam đầu thế kỷ 10 sau hơn 1000 năm Bắc thuộc. Thời kỳ này, người Việt đã tự cai trị lãnh thổ nhưng chưa xưng làm vua, và chưa đặt quốc hiệu. Bề ngoài, Việt Nam vẫn là một phần lãnh thổ của "thiên triều" phương Bắc ở Trung nguyên với tên gọi "Tĩnh Hải quân" và người đứng đầu chỉ nối tiếp nhau làm chức Tiết độ sứ như một quan cai trị của Trung Quốc trước đây.
Thời kỳ tự chủ bắt đầu từ khi họ Khúc nổi dậy nắm quyền thay các Tiết độ sứ người Trung Quốc (905) và kết thúc khi Ngô Quyền tiêu diệt Kiều Công Tiễn và đánh thắng quân Nam Hán, lập ra nhà Ngô (938).

## Ba đời họ Khúc
Xem thêm: Họ Khúc

### Bối cảnh
Tới đầu thế kỷ X, Việt Nam đã trải qua hơn 1000 năm Bắc thuộc. Sau khi nhà Tiền Lý dựng nước Vạn Xuân tồn tại được 60 năm thế kỷ VI, Việt Nam nằm dưới quyền cai trị của nhà Tùy và nhà Đường từ năm 602. Những cuộc nổi dậy chống lại của người Việt trong hơn 300 năm đều không thành công hoặc tồn tại ít lâu lại bị người phương Bắc trấn áp.
Từ sau loạn An Sử(756-763), nhà Đường bị suy yếu do các phiên trấn địa phương nổi dậy không thần phục triều đình. Tới cuối thế kỷ 9, nạn cát cứ của quân phiệt địa phương ngày càng ác liệt, khởi nghĩa Hoàng Sào (874-884) làm triều đình nhà Đường càng thêm suy yếu.
Sau khi quân Nam Chiếu bị đánh bật ra (866), Việt Nam được đổi tên từ "An Nam đô hộ phủ" ra "Tĩnh Hải quân", không còn là "thuộc địa", "ngoại vi" như "An Tây", "An Đông", "An Bắc" mà đã ngang hàng với các đơn vị hành chính khác của Trung Quốc khi đó. Nhưng điều đó cũng không ràng buộc được Việt Nam chặt hơn với Trung Quốc.
Đầu thế kỷ X, nhà Đường rơi vào tay quyền thần Chu Ôn, các thế lực cát cứ nổi lên đánh giết lẫn nhau, tạo ra thế chia cắt 5 đời 10 nước (Ngũ đại Thập quốc). Năm 905, ở Tĩnh Hải quân, Tiết độ sứ Độc Cô Tổn mới sang đã rất độc ác mất lòng người, bị gọi là "Ngục Thượng thư" (thượng thư ác). Tổn lại không cùng phe với Chu Ôn nên chỉ vài tháng lại bị Chu Ôn dời tiếp ra đảo Hải Nam và giết chết. Tĩnh Hải quân do đó không có người cai quản.

### Sinh mệnh nhà Đường, củng cố nội chính
Khúc Thừa Dụ, khi đó là Hào trưởng Chu Diên, được dân chúng ủng hộ, đã tiến ra chiếm đóng phủ thành Đại La (Tống Bình cũ - Hà Nội), tự xưng là Tiết độ sứ, mở đầu thời kỳ họ Khúc cầm quyền trong giai đoạn Tự chủ của lịch sử Việt Nam.
Sau khi đã nắm được quyền lực thực tế trên đất Tĩnh Hải quân, ông đã cho xây dựng chính quyền dựa trên danh xưng của chính quyền đô hộ nhà Đường, nhưng thực chất là một chính quyền độc lập và do người Việt quản lý. Ông khéo léo dùng danh nghĩa "xin mệnh nhà Đường" buộc triều đình nhà Đường phải công nhận chính quyền của ông. Ngày 7 tháng 2 năm 906, vua Đường phong thêm cho Tĩnh Hải quân Tiết độ sứ Khúc Thừa Dụ tước "Đồng bình chương sự". Sau đó, Khúc Thừa Dụ tự lấy quyền mình, phong cho con là Khúc Hạo chức vụ "Tĩnh Hải hành quân tư mã quyền tri lưu hậu", tức là chức vụ chỉ huy quân đội và sẽ kế vị quyền Tiết độ sứ.
Ngày 23 tháng 7 năm 907, Khúc Thừa Dụ mất, Khúc Hạo lên kế vị. Chu Ôn cướp ngôi nhà Đường, lập ra nhà Hậu Lương, công nhận ông làm "An Nam đô hộ, sung Tiết độ sứ". Khúc Hạo là nhà cai trị ôn hoà nhưng rất vững vàng.

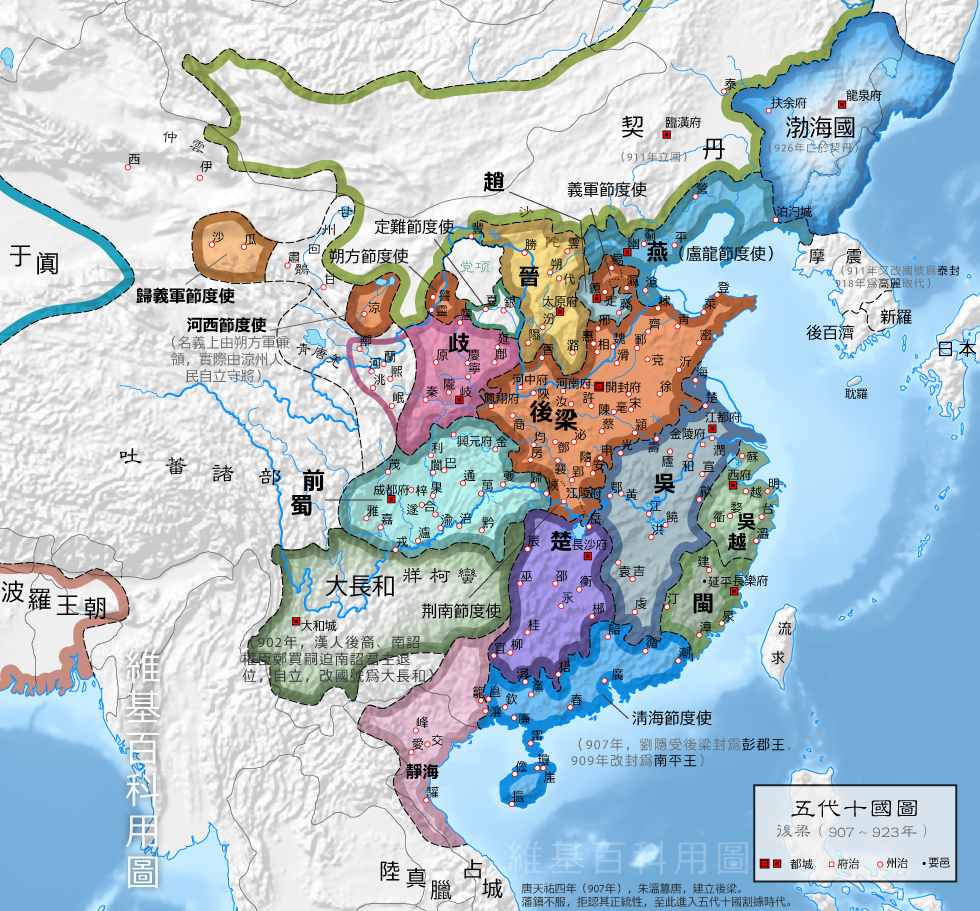
Thời nhà Hậu Lương (907-923)
Bột Hải Quốc (渤海國)
Yên (燕)
Tấn (晉), tiền thân của Hậu Đường
Triệu (趙)
Kỳ (岐)
Hậu Lương (後梁)
Tiền Thục (前蜀)
Ngô (吳)
Ngô Việt (吳越)
Mân (閩)
Sở (楚)
Đại Trường Hòa (大長和)
Nam Hán (南漢)
Tĩnh Hải quân (靜海軍)

Khúc Hạo đã tiến hành cải cách quan trọng về các mặt. Đường lối chính trị của ông được sử sách tóm lược ngắn gọn song rất rõ ràng: "Chính sự cốt chuộng khoan dung, giản dị, nhân dân đều được yên vui". Khúc Hạo sửa lại chế độ điền tô, thuế má lực dịch nặng nề của thời thuộc Đường. Ông ra lệnh "bình quân thuế ruộng, tha bỏ lực dịch, lập sổ hộ khẩu, kê rõ quê quán, giao cho giáp trưởng (quản giáp) trông coi". Khúc Hạo đặt thêm 150 giáp, cộng với những giáp trước đây nhà Đường đặt, cả thảy toàn bộ Tĩnh Hải quân có 314 giáp.

## Sự chiếm đóng của Nam Hán
Nhà Hậu Lương, trước đây vì mới cướp ngôi nhà Đường, phương Bắc nhiều biến cố nên thừa nhận Khúc Hạo làm Tiết độ sứ Tĩnh Hải quân năm 907. Nhưng qua năm sau, vua Hậu Lương là Chu Ôn lại phong cho Tiết độ phó sứ ở Quảng Châu là Lưu Ẩn kiêm chức "Tĩnh Hải quân tiết độ, An Nam đô hộ", ý muốn cho Ẩn cai trị luôn Việt Nam.
Khi Quảng Châu mạnh lên, tháng 9 năm 917, em Lưu Ẩn là Lưu Nghiễm (lên thay từ năm 911) bèn xưng đế, lập ra nước Nam Hán, một trong Mười nước thời Ngũ Đại.
Cuối năm 917, Khúc Hạo mất. Khúc Thừa Mỹ lên thay cha làm Tiết độ sứ Tĩnh Hải quân. Ông không tiếp tục chính sách "khoan thứ sức dân" mà Khúc Hạo đã áp dụng. Nhân dân tại Tĩnh Hải quân phải lao dịch nặng nề, do đó sự ủng hộ với họ Khúc không còn được như trước.
Về đối ngoại, Khúc Thừa Mỹ chủ trương kết thân với nhà Hậu Lương ở Trung nguyên mà gây hấn với nước Nam Hán liền kề. Năm 919, theo lời khẩn cầu của Khúc Thừa Mỹ, vua Lương là Mạt đế Chu Hữu Trinh ban tiết việt và phong ông làm Tiết độ sứ Giao Châu. Khúc Thừa Mỹ chủ quan cho rằng uy thế của nhà Lương rộng lớn ở Trung nguyên có thể kìm chế được Nam Hán nhỏ hơn ở Quảng Châu. Ông công khai gọi nước Nam Hán là "ngụy đình". Chính sách đối ngoại đó của Khúc Thừa Mỹ khiến vua Nam Hán tức giận và quyết định sai Lý Khắc Chính cầm quân sang đánh chiếm Tĩnh Hải quân.
Do mất sự ủng hộ của nhân dân trong nước, nhà Hậu Lương thừa nhận ông cũng sắp bị diệt vong lại ở quá xa càng không thể hỗ trợ được gì, Khúc Thừa Mỹ đơn độc và bị thua trận. Ông bị quân Nam Hán bắt đưa về Phiên Ngung. Vua Nam Hán cử Lý Tiến làm Thứ sử Giao Châu. Các nguồn sử liệu nói khác nhau về thời điểm Nam Hán xâm chiếm Tĩnh Hải quân: 923 hoặc 930.

## Dương Đình Nghệ đánh đuổi Nam Hán
Một tướng cũ của Khúc Hạo là Dương Đình Nghệ, người Ái Châu (Thanh Hóa) không thần phục Nam Hán. Ông tập hợp lực lượng ở quê nhà để chống lại.
Dương Đình Nghệ có hơn 3000 "con nuôi" làm vây cánh tại lò võ ở làng Giàng, Tư Phố (nay là đất các xã Thiệu Dương, Thiệu Khánh, huyện Thiệu Hóa), dùng Ngô Quyền, Đinh Công Trứ (thân sinh của Đinh Bộ Lĩnh), Kiều Công Tiễn... làm nha tướng.
Để lung lạc ông, vua Nam Hán là Lưu Cung sai người phong ông làm Thứ sử Ái châu. Nhưng chẳng bao lâu sau, tháng 3 năm 931, Dương Đình Nghệ ra quân từ Ái châu, đánh bại Lý Khắc Chính, đánh đuổi Thứ sử Lý Tiến của Nam Hán. Lý Tiến bỏ chạy, Dương Đình Nghệ giải phóng thành Đại La. Lưu Cung sai Trần Bảo mang quân sang tiếp viện. Dương Đình Nghệ chủ động mở cửa thành nghênh đón địch, tiêu diệt viện binh Nam Hán, chém chết Trần Bảo.
Dương Đình Nghệ làm chủ Tĩnh Hải quân, ông tự lập làm Tiết độ sứ. Ông là Tiết độ sứ thứ 4 trong thời Tự chủ. Sử sách không nói về việc cai trị của ông.
Tháng 4 năm 937, ông bị một tướng dưới quyền là Kiều Công Tiễn, hào trưởng Phong Châu, giết hại để cướp quyền. Theo Thiên Nam ngữ lục, Công Tiễn lấy cớ Đình Nghệ là người gây ra cái chết của chúa cũ Tĩnh Hải quân là Khúc Thừa Mỹ nên mới ra tay giết Đình Nghệ. Nhưng mọi người không tin theo.

## Kiều Công Tiễn phản chủ bị giết
Kiều Công Tiễn nắm lấy quyền bính, trở thành Tiết độ sứ thứ 5 thời Tự chủ. Theo các thần phả, ngay trong hàng ngũ họ Kiều cũng có chia rẽ về sự việc này. Con Công Tiễn là Công Chuẩn và cháu nội là Kiều Công Hãn không theo Tiễn. Công Chuẩn mang con nhỏ là Công Đĩnh về Phong châu, Công Hãn mang quân vào châu Ái theo Ngô Quyền. Chỉ có một người con khác của Chuẩn là Thuận theo giúp ông nội.
Một số tướng cũ của Dương Đình Nghệ mà tiêu biểu là Ngô Quyền - con rể Đình Nghệ - quyết tâm tiêu diệt Kiều Công Tiễn. Ngô Quyền đang trấn thủ Ái châu, tập hợp lực lượng ở đó và phát lời kêu gọi mọi người chống Công Tiễn. Các hào trưởng, hào kiệt nhiều nơi như Dương Tam Kha, Đinh Công Trứ, Kiều Công Hãn, Đỗ Cảnh Thạc,... về theo. Công Tiễn bị cô lập, sợ hãi cầu cứu vua Nam Hán. Tuy nhiên, vua Nam Hán rất chậm trễ trong việc cứu giúp Tiễn.
Tháng 4 năm 938, Ngô Quyền mang quân ra bắc, nhanh chóng hạ thành Đại La, giết chết Kiều Công Tiễn. Khi đó quân Hán chưa kịp đến cứu giúp Tiễn. Công Tiễn xưng Tiết độ sứ chưa đầy 1 năm.

Tranh giả đồng tái hiện trận Bạch Đằng 938

Cuối năm 938, quân Nam Hán do con Lưu Cung là Lưu Hoằng Tháo chỉ huy mới kéo sang Tĩnh Hải quân. Ngô Quyền đóng cọc nhọn dưới sông Bạch Đằng nhử quân Hán kéo vào, làm cho thuyền địch mắc cạn khi thủy triều rút xuống và đánh tan, giết chết Hoằng Tháo. Quân Nam Hán thua to, Lưu Cung phải từ bỏ ý định đánh Tĩnh Hải quân.
Ngô Quyền làm chủ Tĩnh Hải quân, không làm Tiết độ sứ nữa mà xưng là Ngô vương, lập ra nhà Ngô, bỏ hẳn sự ràng buộc với phương Bắc, dù chỉ là trên danh nghĩa.
Thời kỳ tự chủ từ năm 905 đến năm 938 kéo dài 33 năm, có 5 Tiết độ sứ.
Trong 5 Tiết độ sứ, chỉ có 2 vị được trọn vẹn, 2 vị bị giết vì tranh chấp nội bộ, 1 vị bị bắt làm tù binh của người phương Bắc.